# Mistrovství Evropy ve fotbale hráčů do 21 let 2015
Mistrovství Evropy ve fotbale hráčů do 21 let 2015 se konalo v České republice od 17. do 30. června a bylo 20. ročníkem tohoto turnaje. Závěrečný evropský turnaj hráčů do 21 let poprvé hostila Česká republika. Další šampionát bude následovat v roce 2017, přestože se uvažovalo o konání příštích turnajů v sudých letech (další měl být již v roce 2016). Zároveň se od roku 2017 přechází na model se 12 účastníky místo současných osmi (schváleno na zasedání UEFA ve švýcarském Nyonu 24. ledna 2014).
Semifinalisté mistrovství se kvalifikovali na olympijský turnaj 2016 v Brazílii. Medaile se udělovaly jen za 1. a 2. místo.
Obhájcem titulu bylo mužstvo Španělska, které na předešlém šampionátu porazilo v boji o titul Itálii poměrem 4:2. Španělsko se však nedokázalo na turnaj kvalifikovat, když v baráži nestačilo na Srbsko, kterému podlehlo celkovým skóre 1:2.

Vítězem se poprvé v historii stala švédská fotbalová reprezentace do 21 let, když ve finále porazila Portugalsko 4:3 v penaltovém rozstřelu (po prodloužení byl stav 0:0).
Nejlepším střelcem se stal se 3 góly český hráč Jan Kliment. Celková návštěvnost činila 163 004 diváků.

## Výběr pořadatelské země
O pořádání Mistrovství Evropy ve fotbale hráčů do 21 let právě v České republice bylo rozhodnuto na základě hlasování výkonného výboru UEFA 20. března 2012 v Istanbulu v Turecku. Česko zvítězilo hned v prvním kole volby, když dostalo nadpoloviční většinu hlasů, tedy osm z celkových čtrnácti možných. Druhé Rakousko získalo hlasy čtyři, Rusko s Walesem získali po jednom a Maďarsko, Portugalsko a Řecko nedostali žádný hlas. Původně měl kandidovat i Ázerbájdžán, ale ten nakonec z volby ustoupil.
Kandidující státy:
| Země        | Počet hlasů |
| ----------- | ----------- |
| Česko       | 8           |
| Rakousko    | 4           |
| Rusko       | 1           |
| Wales       | 1           |
| Maďarsko    | 0           |
| Portugalsko | 0           |
| Řecko       | 0           |

## Kvalifikace
Kvalifikace se účastnilo celkem 52 týmů z členských zemí UEFA (Česká republika měla účast jistou jako pořadatel a Gibraltar v době zahájení ještě nebyl členem), které byly rozlosovány do 10 skupin po 5 a 6 týmech. V kvalifikačních skupinách se týmy utkaly každý s každým doma a venku. Vítězové jednotlivých skupin a nejlepší čtveřice na druhých místech postoupili do baráže. Ta se hrála v říjnu 2014 systémem doma - venku a její vítězové postoupili na závěrečný turnaj.

### Seznam kvalifikovaných týmů
| Země        | Kvalifikován jako                          | Počet účastí | Poslední účast | Nejlepší umístění                       | Pořadí po sobě jdoucí účasti |
| ----------- | ------------------------------------------ | ------------ | -------------- | --------------------------------------- | ---------------------------- |
| Česko       | Hostitelská země                           | 5            | 2011           | Vítězové (2002)                         | 1                            |
| Anglie      | (vítěz barážového utkání proti Chorvatsku) | 12           | 2013           | Vítězové (1982, 1984)                   | 5                            |
| Dánsko      | (vítěz barážového utkání proti Islandu)    | 5            | 2011           | semifinále (1992)                       | 1                            |
| Itálie      | (vítěz barážového utkání proti Slovensku)  | 17           | 2013           | Vítězové (1992, 1994, 1996, 2000, 2004) | 2                            |
| Německo     | (vítěz barážového utkání proti Ukrajině)   | 11           | 2013           | Vítězové (2009)                         | 2                            |
| Portugalsko | (vítěz barážového utkání proti Nizozemsku) | 6            | 2007           | 2. místo (1994)                         | 1                            |
| Srbsko      | (vítěz barážového utkání proti Španělsku)  | 3            | 2009           | 2. místo (2007)                         | 0                            |
| Švédsko     | (vítěz barážového utkání proti Francii)    | 6            | 2009           | 2. místo (1992)                         | 1                            |

## Stadiony
Turnaj se hrál na čtyřech stadionech ve třech hostitelských městech: Synot Tip Aréna a Generali Arena (Praha), Andrův stadion (Olomouc) a Stadion Miroslava Valenty (Uherské Hradiště). Hradišťský fotbalový stadion však nesplňoval kritéria UEFA a musel projít rozsáhlou rekonstrukcí. Ta začala 22. července 2014.
| Praha                          | Praha            | Olomouc          | Uherské Hradiště          |
| ------------------------------ | ---------------- | ---------------- | ------------------------- |
| Synot Tip Aréna                | Generali Arena   | Andrův stadion   | Stadion Miroslava Valenty |
| Kapacita: 20 800               | Kapacita: 19 784 | Kapacita: 12 566 | Kapacita: 8 000           |
|                                |                  |                  |                           |
| Praha Olomouc Uherské Hradiště |                  |                  |                           |

## Rozhodčí
Unie evropských fotbalových asociací (UEFA) jmenovala kompletní pětice rozhodčích (tj.: jeden hlavní, dva asistenti a stejně jako na minulém šampionátu i dva brankové) z šesti zemí, které se neprobojovaly na závěrečný turnaj. Utkání řídili rozhodčí z Francie, Nizozemska, Polska, Ruska, Řecka a Španělska. Všichni vybraní sudí patřili do kategorie 1 rozhodčích. Na rozdíl od minulých ročníků, se každý rozhodcovský tým skládal ze sudích stejného národa. V roli čtvrtých rozhodčích působili Češi Jan Paták a Ondřej Pelikán.
| Země       | Hlavní rozhodčí          | Asistenti rozhodčího                          | Brankoví rozhodčí                               |
| ---------- | ------------------------ | --------------------------------------------- | ----------------------------------------------- |
| Francie    | Clément Turpin           | Frédéric Cano Nicolas Danos                   | Fredy Fautrel Nicolas Rainville                 |
| Nizozemsko | Danny Makkelie           | Mario Diks Hessel Steegstra                   | Kevin Blom Jochem Kamphuis                      |
| Polsko     | Szymon Marciniak         | Paweł Sokolnicki Tomasz Listkiewicz           | Paweł Raczkowski Tomasz Musial                  |
| Rusko      | Sergej Karasjov          | Anton Averjanov Tichon Kalugin                | Sergej Lapočkin Sergej Ivanov                   |
| Řecko      | Anastasios Sidiropoulos  | Damianos Efthymiadis Polychronis Kostaras     | Michael Koukoulakis Stavros Tritsonis           |
| Španělsko  | Javier Estrada Fernández | Miguel Martínez Munuera Teodoro Sobrino Magán | Alejandro Hernández Hernández Jesús Gil Manzano |

## Los
Los závěrečného turnaje se uskutečnil 6. listopadu 2014 a probíhal od 18:00 do 20:00 v Praze v hotelu Clarion.
Při losu byl využit koeficient, kterého jednotlivé země dosáhly ze zápasů z kvalifikace a baráže o postup na ME 2015 (váha 40%), z kvalifikace, baráže a účasti na závěrečném turnaji ME 2013 (váha rovněž 40%) a z kvalifikace, baráže a účasti na závěrečném turnaji ME 2011 (váha 20%).
Česko jakožto pořadatel turnaje, bylo nejvýše nasazeným celkem v pozici A1 a hrálo tak ve skupině v Praze. Anglie, která měla v říjnovém období nejvyšší počet bodů z postupujících mužstev, dostala nasazení jako B1 a hrála ve skupině v Olomouci a v Uherském Hradišti. V druhém koši pro nasazené týmy se ocitly Itálie a Německo, země s druhým a třetím nejlepším koeficientem. Německo bylo vylosováno do skupiny k Česku v pozici A2, Itálie byla v pozici B2 přidělena do skupiny s Anglií. Posledním koš pro nenasazené týmy vyplnila čtveřice zbývajících mužstev, tedy Portugalsko, Dánsko, Švédsko a Srbsko. Tyto týmy pak byly vylosovány jako A3 (Dánsko), B3 (Portugalsko), A4 (Srbsko) a B4 (Švédsko) a byly rozděleny po dvou v každé skupině.
| Nejvýše nasazené týmy                                                                                   | Další nasazené týmy                            | Nenasazené týmy                                                                                   |
| --- | ---------------------------------------------- | ------------------------------------------------------------------------------------------------- |
| - Česko (pořadatel; jako A1 do „pražské“ skupiny) - Anglie (36 252 bodů; jako B1 do „moravské“ skupiny) | - Itálie (36 129 bodů) - Německo (35 370 bodů) | - Portugalsko (33 887 bodů) - Dánsko (31 989 bodů) - Švédsko (30 365 bodů) - Srbsko (29 837 bodů) |

## Vstupenky
Předprodej vstupenek byl zahájen 10. února 2015. Organizátoři spolu s ambasadorem turnaje Pavlem Nedvědem zveřejnili cenu vstupenek na tisková konferenci Organizačního výboru fotbalového Eura. Lístky se prodávaly ve dvou cenových kategoriích. Zápasy základních skupin vyšly na 100 a 200 českých korun, semifinále na 200 a 250 korun a finále na 250 či 350 korun. Případný dodatečný zápas olympijské kvalifikace - který se nakonec nehrál - by stál obdobně jako finále. V prodeji byly také balíčky na základní skupiny, které obsahovaly vstupenky na všechny tři zápasy na jednom stadionu. Ty vyšly v cenách 210 a 420 Kč.

## Formát turnaje

Na mapce jsou vyobrazeny země, které se účastnily šampionátu. Hostitelská země (Česko) je zvýrazněná černým obrysem.

Základní skupiny turnaje se hrály systémem jedenkrát každý s každým. Do semifinále postoupily dva nejlepší celky z každé skupiny, které následně hrály křížovým způsobem (A1-B2, B1-A2). Vítězové semifinálových utkání si pak zahráli o titul, oba poražení pak obsadili bronzovou příčku (o třetí místo se v soutěžích UEFA nehraje).
Turnaj byl však také zároveň kvalifikací na olympiádu 2016 v Riu, kam postoupily čtyři nejúspěšnější týmy, tedy čtyři mužstva, která postoupila ze skupiny do semifinále. Výjimku však tvořila Anglie, ta nemohla hrát o postup, neboť její sportovci reprezentují na Olympijských hrách celek Velké Británie. Tudíž, pokud by Anglie postoupila do semifinále, mohlo následovat utkání o poslední volné olympijské místo mezi dvěma týmy, které skončily ve svých skupinách ne třetích místech. Toto utkání by mělo na programu vyhrazenu neděli 28. června v Uherském Hradišti. To se však nakonec nestalo, protože Anglie obsadila ve své skupině poslední místo.

### Určení postupujících týmů v základních skupinách
Pokud měly dva nebo více týmů po skončení základní skupiny stejný počet bodů, byla pro určení postupujícího použita následující kritéria:
- 1. Vyšší počet bodů získaných ze vzájemných zápasů ve skupině mezi dotyčnými týmy;
- 2. Lepší brankový rozdíl z odehraných zápasů mezi dotyčnými týmy;
- 3. Vyšší počet vstřelených gólů v zápasech hraných mezi dotyčnými týmy;
- 4. Vyšší počet vstřelených gólů jako hostující mužstvo v zápasech hraných mezi dotyčnými týmy;

Pokud měly týmy po uplatnění kritérií 1-4 stále vyrovnané pořadí, byla kritéria 1-4 znovu použita výhradně mezi týmy v zápasech, které se týkají určení jejich konečného pořadí. Pokud tento postup nevedl k rozhodnutí, byly použity kritéria 5-6.
- 5. Výsledky všech zápasů v základní skupině:

a) Lepší brankový rozdíl ve všech utkáních základní skupiny
b) Vyšší počet vstřelených gólů ve všech utkáních základní skupiny
c) Vyšší počet vstřelených gólů jako hostující mužstvo ve všech utkáních základní skupiny
- 6. Pozice v žebříčku UEFA do 21 let před losováním finálního turnaje.

## Soupisky
Zúčastnit se mohli pouze hráči narození po 1. lednu 1992 (na začátku kvalifikace jim muselo být maximálně 21 let).
Každý národní tým musel mít družstvo složené ze 23 hráčů, z nichž tři museli být brankáři. Pokud byl hráč zraněný nebo natolik vážně nemocný, že k vůli tomu nemohl na turnaji nastoupit k prvnímu zápasu, mohl být nahrazen jiným libovolným hráčem, ale jen v případě, že lékař z lékařské komise UEFA a týmový lékař potvrdili, že úraz nebo nemoc je dostatečně závažná na tolik, aby dotyčnému hráči zabránila účasti na turnaji.

## Skupinová fáze
|  | Týmy postupující do semifinále |

Všechny časy zápasů jsou uvedeny v středoevropském letním čase (SELČ). Vítěz utkání je označen tučně.

### Skupina A
| Tým     | Z | V | R | P | VG | IG | +/− | B |
| ------- | - | - | - | - | -- | -- | --- | - |
| Dánsko  | 3 | 2 | 0 | 1 | 4  | 4  | 0   | 6 |
| Německo | 3 | 1 | 2 | 0 | 5  | 2  | +3  | 5 |
| Česko   | 3 | 1 | 1 | 1 | 6  | 3  | +3  | 4 |
| Srbsko  | 3 | 0 | 1 | 2 | 1  | 7  | −6  | 1 |

| 17. června 2015 18:00 |        |                           |                                                                           |
| Česko                 | 1 : 2  | Dánsko                    | Synot Tip Aréna, Praha diváci: 15 987 rozhodčí: Szymon Marciniak (Polsko) |
| Kadeřábek 35'         | Report | Vestergaard 56' Sisto 84' | Synot Tip Aréna, Praha diváci: 15 987 rozhodčí: Szymon Marciniak (Polsko) |

| 17. června 2015 20:45 |        |            |                                                                                    |
| Německo               | 1 : 1  | Srbsko     | Generali Arena, Praha diváci: 5 490 rozhodčí: Javier Estrada Fernández (Španělsko) |
| Can 17'               | Report | Đuričić 8' | Generali Arena, Praha diváci: 5 490 rozhodčí: Javier Estrada Fernández (Španělsko) |

| 20. června 2015 18:00 |        |                                  |                                                                         |
| Srbsko                | 0 : 4  | Česko                            | Generali Arena, Praha diváci: 16 253 rozhodčí: Clément Turpin (Francie) |
|                       | Report | Kliment 8', 21' a 56' Frýdek 59' | Generali Arena, Praha diváci: 16 253 rozhodčí: Clément Turpin (Francie) |

| 20. června 2015 20:45       |        |        |                                                                         |
| Německo                     | 3 : 0  | Dánsko | Synot Tip Aréna, Praha diváci: 13 268 rozhodčí: Sergej Karasjov (Rusko) |
| Volland 32', 48' Ginter 53' | Report |        | Synot Tip Aréna, Praha diváci: 13 268 rozhodčí: Sergej Karasjov (Rusko) |

| 23. června 2015 20:45 |        |            |                                                                             |
| Česko                 | 1 : 1  | Německo    | Synot Tip Aréna, Praha diváci: 18 068 rozhodčí: Danny Makkelie (Nizozemsko) |
| Krejčí 66'            | Report | Schulz 55' | Synot Tip Aréna, Praha diváci: 18 068 rozhodčí: Danny Makkelie (Nizozemsko) |

| 23. června 2015 20:45 |        |        |                                                                               |
| Dánsko                | 2 : 0  | Srbsko | Generali Arena, Praha diváci: 4 297 rozhodčí: Anastasios Sidiropoulos (Řecko) |
| Falk 21' Fischer 47'  | Report |        | Generali Arena, Praha diváci: 4 297 rozhodčí: Anastasios Sidiropoulos (Řecko) |

### Skupina B
| Tým         | Z | V | R | P | VG | IG | +/− | B |
| ----------- | - | - | - | - | -- | -- | --- | - |
| Portugalsko | 3 | 1 | 2 | 0 | 2  | 1  | +1  | 5 |
| Švédsko     | 3 | 1 | 1 | 1 | 3  | 3  | 0   | 4 |
| Itálie      | 3 | 1 | 1 | 1 | 4  | 3  | +1  | 4 |
| Anglie      | 3 | 1 | 0 | 2 | 2  | 4  | −2  | 3 |

| 18. června 2015 18:00 |        |                                |                                                                                 |
| Itálie                | 1 : 2  | Švédsko                        | Andrův stadion, Olomouc diváci: 6 719 rozhodčí: Anastasios Sidiropoulos (Řecko) |
| Berardi 29' (pen.)    | Report | Guidetti 56' Thelin 86' (pen.) | Andrův stadion, Olomouc diváci: 6 719 rozhodčí: Anastasios Sidiropoulos (Řecko) |

| 18. června 2015 20:45 |        |                |                                                                                                 |
| Anglie                | 0 : 1  | Portugalsko    | Stadion Miroslava Valenty, Uherské Hradiště diváci: 7 163 rozhodčí: Danny Makkelie (Nizozemsko) |
|                       | Report | João Mário 57' | Stadion Miroslava Valenty, Uherské Hradiště diváci: 7 163 rozhodčí: Danny Makkelie (Nizozemsko) |

| 21. června 2015 18:00 |        |             |                                                                                       |
| Švédsko               | 0 : 1  | Anglie      | Andrův stadion, Olomouc diváci: 11 257 rozhodčí: Javier Estrada Fernández (Španělsko) |
|                       | Report | Lingard 85' | Andrův stadion, Olomouc diváci: 11 257 rozhodčí: Javier Estrada Fernández (Španělsko) |

| 21. června 2015 20:45 |        |             |                                                                                               |
| Itálie                | 0 : 0  | Portugalsko | Stadion Miroslava Valenty, Uherské Hradiště diváci: 7 085 rozhodčí: Szymon Marciniak (Polsko) |
|                       | Report |             | Stadion Miroslava Valenty, Uherské Hradiště diváci: 7 085 rozhodčí: Szymon Marciniak (Polsko) |

| 24. června 2015 20:45 |        |                              |                                                                          |
| Anglie                | 1 : 3  | Itálie                       | Andrův stadion, Olomouc diváci: 11 563 rozhodčí: Sergej Karasjov (Rusko) |
| Redmond 90+3'         | Report | Belotti 25' Benassi 27', 72' | Andrův stadion, Olomouc diváci: 11 563 rozhodčí: Sergej Karasjov (Rusko) |

| 24. června 2015 20:45 |        |              |                                                                                              |
| Portugalsko           | 1 : 1  | Švédsko      | Stadion Miroslava Valenty, Uherské Hradiště diváci: 7 263 rozhodčí: Clément Turpin (Francie) |
| Paciência 82'         | Report | Tibbling 89' | Stadion Miroslava Valenty, Uherské Hradiště diváci: 7 263 rozhodčí: Clément Turpin (Francie) |

## Vyřazovací fáze
Všechny časy zápasů jsou uvedeny ve středoevropském letním čase (SELČ). Vítěz utkání je označen tučně.

### Pavouk
|  | Semifinále                           | Semifinále  |       |  | Finále                              | Finále |  |
|  |                                      |             |       |  |                                     |        |  |
|  | 27. června – Generali Arena, Praha   |             |       |  |                                     |        |  |
|  | Dánsko                               | 1           |       |  |                                     |        |  |
|  | Švédsko                              | 4           |       |  |                                     |        |  |
|  |                                      |             |       |  |                                     |        |  |
|  |                                      |             |       |  | 30. června – Synot Tip Aréna, Praha |        |  |
|  |                                      |             |       |  | Švédsko                             | 0 (4)  |  |
|  |                                      | Portugalsko | 0 (3) |  |                                     |        |  |
|  |                                      |             |       |  |                                     |        |  |
|  |                                      |             |       |  |                                     |        |  |
|  |                                      |             |       |  |                                     |        |  |
|  | 27. června – Andrův stadion, Olomouc |             |       |  |                                     |        |  |
|  | Portugalsko                          | 5           |       |  |                                     |        |  |
|  | Německo                              | 0           |       |  |                                     |        |  |

### Semifinále
| 27. června 2015 18:00                                                |        |         |                                                                                 |
| Portugalsko                                                          | 5 : 0  | Německo | Andrův stadion, Olomouc diváci: 9 876 rozhodčí: Anastasios Sidiropoulos (Řecko) |
| B. Silva 25' Ricardo Pereira 33' Cavaleiro 45+1' Mário 46' Horta 71' | Report |         | Andrův stadion, Olomouc diváci: 9 876 rozhodčí: Anastasios Sidiropoulos (Řecko) |

| 27. června 2015 21:00 |        |                                                              |                                                                       |
| Dánsko                | 1 : 4  | Švédsko                                                      | Generali Arena, Praha diváci: 9 834 rozhodčí: Sergej Karasjov (Rusko) |
| Bech 63'              | Report | Guidetti 23' (pen.) Tibbling 26' Quaison 83' Hiljemark 90+5' | Generali Arena, Praha diváci: 9 834 rozhodčí: Sergej Karasjov (Rusko) |

### Finále
| 30. června 2015 20:45 |        |             |                                                                           |
| Švédsko               | 0 : 0  | Portugalsko | Synot Tip Aréna, Praha diváci: 18 867 rozhodčí: Szymon Marciniak (Polsko) |
|                       | Report |             | Synot Tip Aréna, Praha diváci: 18 867 rozhodčí: Szymon Marciniak (Polsko) |

|                                                     |       | Penaltový rozstřel                        |  |
| Guidetti Kiese Thelin Augustinsson Khalili Lindelöf | 4 : 3 | Paciência Tozé Esgaio João Mário Carvalho |  |

## Konečné pořadí
| Poř.             | Tým         |
| ---------------- | ----------- |
| Zlatá medaile    | Švédsko     |
| Stříbrná medaile | Portugalsko |
| 3.–4.            | Dánsko      |
| 3.–4.            | Německo     |
| 5.               | Česko       |
| 6.               | Itálie      |
| 7.               | Anglie      |
| 8.               | Srbsko      |

## Statistiky
Zdroj: UEFA.com

### Střelci
3 góly
- Jan Kliment

2 góly
- Kevin Volland
- Marco Benassi
- João Mário
- John Guidetti
- Simon Tibbling

1 gól
- Jesse Lingard
- Nathan Redmond
- Martin Frýdek
- Pavel Kadeřábek
- Ladislav Krejčí
- Uffe Bech
- Rasmus Falk Jensen
- Viktor Fischer
- Pione Sisto
- Jannik Vestergaard
- Andrea Belotti
- Domenico Berardi
- Emre Can
- Matthias Ginter
- Nico Schulz
- Ivan Cavaleiro
- Ricardo Horta
- Gonçalo Paciência
- >Ricardo Pereira
- Bernardo Silva
- Filip Đuričić
- Oscar Hiljemark
- Isaac Kiese Thelin
- Robin Quaison

### Asistence
2 asistence
- Jiří Skalák

1 asistence
- Ruben Loftus-Cheek
- Jakub Brabec
- Matěj Hybš
- Ondřej Petrák
- Riza Durmisi
- Pierre Højbjerg
- Andreas Christensen
- Jonas Knudsen
- Domenico Berardi
- Lorenzo Crisetig
- Marcello Trotta
- Emre Can
- Kevin Volland
- Amin Younes
- João Cancelo
- Ivan Cavaleiro
- Ricardo Esgaio
- Paulo Oliveira
- João Mário
- Iuri Medeiros
- Bernardo Silva
- Slavoljub Srnić
- John Guidetti
- Sam Larsson
- Oscar Lewicki

### Hattricky
- Jan Kliment: 1 (proti Srbsku)[21]

### Žluté karty
- 2   Jonas Knudsen
- 2   Jannik Vestergaard
- 2   Leonardo Bittencourt
- 2   Christian Günter
- 2   Joshua Kimmich
- 2   Darko Brašanac
- 2   Joseph Baffo

### Červené karty
- 1   Stefani Sturaro
- 1   Leonardo Bittencourt
- 1   Christian Günter
- 1   Alexander Milošević

### Čistá konta
- 4  José Sá
- 1  Tomáš Koubek
- 1  Marc-André ter Stegen
- 1  Jakob Busk
- 1  Jack Butland
- 1  Patrik Carlgren